# Амара, Сьюзан
Сьюзан Амара (Susan G. Amara; род. в Бербанке (штат Калифорния)) — американский учёный в области нейронаук.
Научный директор исследовательской программы Национального института психического здоровья Национальных институтов здравоохранения США, член Национальной АН США (2004) и её Совета (по 2019).

## Биография
Окончила Стэнфордский университет, где училась в 1972—1976 годах, со степенью бакалавра биологических наук. Степень доктора философии по физиологии и фармакологии получила в Калифорнийском университете в Сан-Диего, занималась там в 1976—1983 годах, в 1983—1984 годах там же постдок. Работала в Йельской школе медицины, Vollum Institute, и там и там являлась исследователем Медицинского института Говарда Хьюза. Достигла позиции заслуженного (выдающегося) профессора в школе медицины Питтсбургского университета, где работала с 2003 года. C 2013 года научный директор исследовательской программы Национального института психического здоровья Национальных институтов здравоохранения США.
В 2010—2011 годах президент Американского общества нейронаук, в котором состоит с 1986 года.
Ассоциированный редактор Annual Review of Pharmacology and Toxicology, член редколлегии PNAS.
Фелло Американской ассоциации содействия развитию науки (2007).
Имеет двадцать патентов.
Отмечена George Herbert Hitchings Award от Burroughs Wellcome Fund, Young Investigator Award Американского общества нейронаук, John Jacob Abel Young Investigator Award от ASPET, McKnight Neuroscience Investigator Award, NIH MERIT Award, NARSAD Distinguished Investigator Award (2006), Julius Axelrod Award от Catecholamine Society (2006) и Chancellor’s Research Award Питтсбургского университета.
- Bard Lecture, Университет Джонса Хопкинса (2017)